# Opactwo w dąbrowie
Opactwo w dąbrowie (niem. Abtei im Eichwald) – obraz namalowany w latach 1809–10 przez niemieckiego malarza romantycznego, Caspara Davida Friedricha. Znajduje się w Alte Nationalgalerie w Berlinie.

## Historia powstania
Obraz został po raz pierwszy zaprezentowany publicznie w 1810 roku na wystawie zorganizowanej przez Akademię Sztuk Pięknych w Berlinie wraz z pendantem Mnich nad morzem (niem. Der Mönch am Meer). Będąc pod jego wielkim wrażeniem obraz kupił Fryderyk Wilhelm III, król pruski. 

## Opis i interpretacja
Obraz ma orientację poziomą. W jego dolnej części widać mnichów zmierzających w orszaku pogrzebowym w kierunku zrujnowanego cmentarza. Niosą trumnę i krzyż – symbol nadziei. Kolorystyka obrazu dzieli go formalnie i symbolicznie na dwie części – niebo i ziemię – to, co doczesne i ponadczasowe. Surowość architektury gotyckiej ruin starego klasztoru oraz nagie, powykrzywiane pnie drzew odznaczają się na tle wieczornego nieba. Fragment budowli gotyckiej z ostrołukowym oknem na obrazie wzorowany jest na ruinach opactwa cystersów w Eldenie.